# Попереджувальні ознаки самогубства

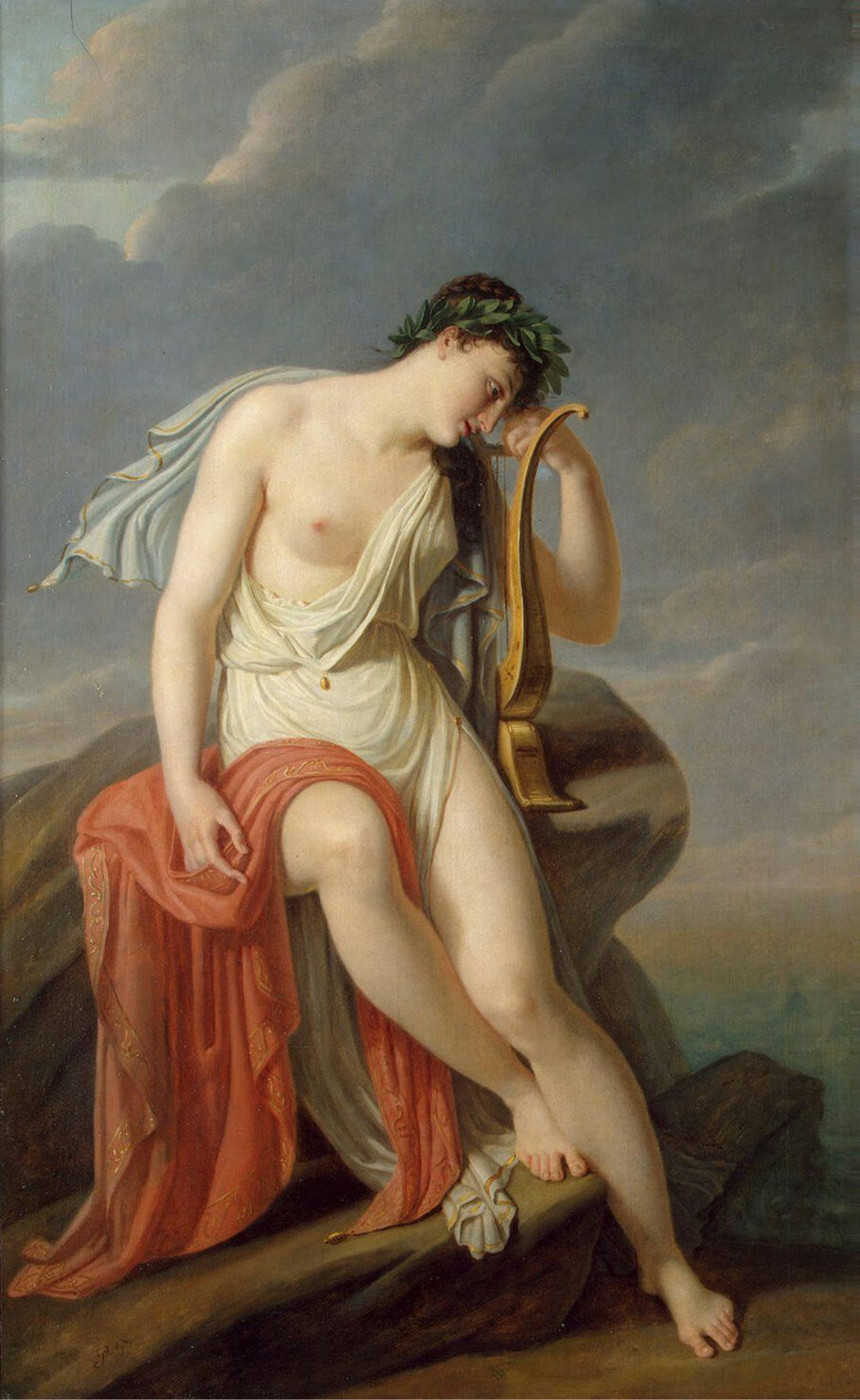
Сапфо на Левкадській скелі

Попереджувальні ознаки самогубства визначені групами, які аналізували або вивчали випадки самогубств, щоб визначити предиктори суїцидальних дій.
Певні фактори пов'язані з підвищеним ризиком самогубства можна розділити на три категорії: індивідуальні, соціально-культурні та ситуативні

## Фактори, що можуть бути ознаками суїцидних намірів
Існує кілька незвичайних або пов'язаних дій, що можуть бути предикторами суїцидальних настроїв, зокрема:
- попередні спроби самогубства (найбільший фактор ризику, 80 % самогубців вже намагалися покінчити з собою раніше)[3];
- згадки про плани самогубства (у більшості випадків самогубці висловлювали свій намір перед тим, як вчинити самогубство)[2][3][4];
- придбання засобів, що можуть бути використані для самогубства, таких як вогнепальна зброя, мотузка, отрута, накопичення медичних препаратів тощо[2][3][4];
- зосередженість на темі смерті в розмовах[2][3][4];
- імпульсивне роздавання іншим цінних або улюблених речей[2][3][4];
- нехтування своїм зовнішнім виглядом та гігієною[2][3];
- набагато частіше, ніж зазвичай прибирання та впорядкування у помешканні;
- похмуро-сумна, пригнічена, позбавлена надії або знесилена поведінка[2][3][4];
- лють, неконтрольований гнів, прагнення помсти[2][4];
- підвищене вживання алкоголю, зловживання наркотиками, медичними препаратами[2][3][4];
- занадто багато або занадто мало сну[3]; безсоння[2][4];
- проблеми з апетитом (недоїдання, переїдання)[5];
- раптове піднесення настрою або відчуття щастя після тривалого періоду смутку (радість через наближення кінця)[2];
- відсторонення від друзів, родини та попередніх інтересів[3];
- різка зміна в манері одягу або особистих заняттях[3][4];
- переписування заповіту, прощальні листи/візити;[3][4];
- вибачення перед іншими за різні минулі провини;
- ризикована поведінка, наприклад, перевищення швидкості або перехід на червоне світло світлофора[3];
- прогули або гірша успішність на роботі чи в навчанні[3];
- висловлення словами чи діями безнадії, сильного гніву чи незрозумілого щастя[3][6];

Хоча не кожен випадок самогубства демонстрував ці попереджувальні ознаки, значний відсоток випадків включав частину з них.